# Тјепличка на Ваху
Тјепличка на Ваху (слч. Teplička nad Váhom) насељено је мјесто са административним статусом сеоске општине (слч. obec) у округу Жилина, у Жилинском крају, Словачка Република.

## Становништво
| Година:    | 1994. | 2004.   | 2014.    | 2024.   |
| ---------- | ----- | ------- | -------- | ------- |
| Број људи: | 3275  | 3413    | 4040     | 4389    |
| Разлика:   |       | +4,21 % | +18,37 % | +8,63 % |

| Година:    | 2023. | 2024.   |
| ---------- | ----- | ------- |
| Број људи: | 4406  | 4389    |
| Разлика:   |       | -0,38 % |

Према подацима о броју становника из 2024. године насеље је имало 4389 становника.

## Привреда
У Тјеплички на Ваху се налази Кијина фабрика аутомобила.

## Галерија
- Замак
- Пансион
- Кијина фабрика аутомобила
- Околна природа